# Jonas Suyderhoeff
Jonas Suyderhoeff (Haarlem, 16 september 1614 - Haarlem, 9 mei 1686) was koperetser en graveur.

## Leven en loopbaan
Hij was een zoon van Andries Suyderhoeff en Ytgen Leonardsdr Mathol. Zijn vader was een zoon van Pieter Willems Suyderhoeff en Cornelia Hendriksdr van der Laan.
Zijn broer Adriaan Suyderhoeff (1619-1667) huwde op 25-06-1651 te Haarlem met Maria Hals, dochter van Dirck Hals (kunstschilder). Dirk Hals was een broer van Frans Hals, de beroemde kunstschilder.
De stijl en techniek toont verwantschappen met die van kopergraveur Albert Haelwegh en mogelijk hebben zij samen gestudeerd onder Simon van de Passe (ca. 1595-1647). Hij gebruikte het monogram J.S. en was lid van het Sint-Lucasgilde te Haarlem.
Hij werd begraven in de Grote Kerk te Haarlem.